# کارین لارشون
کارین لارسون (به انگلیسی: Karin Larsson) (زادهٔ ۳۰ اوت ۱۹۴۱) شناگر اهل سوئد است.